# 中国妇女出版社
中国妇女出版社是中华人民共和国的一家出版社，成立于1981年，社址位于北京市。隶属于中华全国妇女联合会。